# Michèle Bayar
Pour les articles homonymes, voir Bayar.
 (mai 2023).
Si vous disposez d'ouvrages ou d'articles de référence ou si vous connaissez des sites web de qualité traitant du thème abordé ici, merci de compléter l'article en donnant les références utiles à sa vérifiabilité et en les liant à la section « Notes et références ».
Michèle Bayar est une écrivaine française, auteur d'ouvrages pour la jeunesse et pour adultes, née le 20 avril 1948.

## Biographie
Michèle Bayar est née en Algérie, de père tunisien et de mère française.
Après des études informatiques, elle fait de la formation professionnelle pour les adultes.
Elle entre en écriture en 1995. Elle a publié plus d'une vingtaine d'ouvrages pour la jeunesse et pour adultes.

## Œuvres
- Tekouk, contes pour après l'enfance, éd. L'Harmattan Jeunesse, 1995
- Les pilleurs de cèdres, illustrations d'Agnès Géraud, Magnard, 2002
- La Vie qui déraille, Actes Sud junior, 2004
- Silence complice, Magnard, 2006
- La nuit des grenouilles taureaux, Bayard, 2006
- Voleur invisible , Nathan, 2007 (coauteur Bénédicte Colin)
- La Tour des vents, Gulf Stream éditions, 2008
- Un figuier venue d'ailleurs. La Retirada, Oskar jeunesse, 2009
- Ali Amour, éd. Orizons, 2011
- La Grotte Oursu, éd. Kirographaires, 2012.
- Mort sur le Sumptuosa, éd. Les Presses Littéraires, 2013 (coauteur Françoise Dumas-Rossel)
- Nouba, éd. La Cheminante, 2014
- La dispute, illustrations de Gyps, éd. L'Harmattan Jeunesse, 2014
- Le mystère des cartes postales, illustrations de Gyps, éd. L'Harmattan Jeunesse, 2014 (coauteur Rose-Claire Labalestra).
- Les combattants de l'humanité, éd. Les Presses littéraires, 2015
- Je ne te crains plus, Alycia !, Oskar jeunesse, 2018
- Finies les chatouilles !, Oskar jeunesse, 2020